# Białaszewo
Białaszewo est un village polonais de la gmina de Grajewo, dans le powiat de Grajewo, voïvodie de Podlachie, au nord-est du pays. 
Il est situé à environ 16 km au sud de Grajewo et à 62 km au nord-ouest de la capitale régionale Białystok.